# كانولو
كانولو هي بلدة تقع في مقاطعة ريدجو كالابريا في إيطاليا.